# Самухрано
Самухранбатоно (груз. სამუხრანბატონო) — одна из военно-административных единиц (садрошо) феодальной Грузии, также сатавадо. Фактически, являлось самостоятельным княжеством с князьями (батони) Багратион-Мухранскими во главе.

## История
Оно возникло во владениях картлийского царства в начале XVI века, под началом боковой ветви царской династии Багратионов, которых называли Мухранбатони. Самухранбатоно располагалось в Мухранской долине.

Возникновение Самухранбатоно совпало с внутриполитическим кризисом, когда попытка кснийской и арагвской знати захватить царские владения сопровождалась походом кахетинского царя Авгиорги II на Мухрани.
Учреждение царем Картли, Давидом X, Самухранбатоно было своеобразной попыткой спасти царские владения.
Первым правителем этих земель стал Баграт I Мухранбатони.
Самухранбатоно граничило с востока с рекой Арагви, а на юге с рекой Мтквари.
К западу от реки Ксани ему принадлежали села Агаиани, Кадагиани, Тези, Оками, Ламискана. На севере Самухранбатоно простирался до Гремисхева.
Позже Мухранбатони потеряли Ламискану и Гремисхеви, а граница Самухранбатоно проходила по линии Цихебодави (Цихевдави) и Мисаксиали.
Главной крепостью Самухранбатоно была крепость Мтквари (Ксни), его резиденцией был Шиосубани (ныне Мухрани).
Деревни подчинялись Цилкнинскому епископству и Мцхетскому католикосу.
Было развито сельское хозяйство - земледелие и садоводство.
Самухранбатоно активно участвовало в политической жизни Картлийского царства.
Самухранбатоно, как независимое образование, прекратило свое существование в 40-х годах 19 века в связи с тем, что было упразднено Российской Империей.